# Bianco dei castelli sammarinesi
Il Bianco dei Castelli Sammarinesi è un vino la cui produzione è consentita nella repubblica di San Marino. È prodotto con uve Biancale, Canino ed altre uve bianche sammarinesi meno diffuse.

## Caratteristiche organolettiche
- colore: paglierino scarico e brillante
- odore: fine e leggermente fruttato
- sapore: secco e sapido con un retrogusto amarognolo

## Abbinamenti consigliati
Accompagna antipasti leggeri e piatti non impegnativi a base di pesce.